# Gayanashagowa
La Grande legge di pace (o Grande legge di unione), Gayanashagowa in lingua originale, è la legge orale delle Sei Nazioni irochesi. Essa è stata concepita dal grande capo urone Hiawatha, detto appunto il "grande pacificatore" che nel 1570, unificò tutte e sei le nazioni irochesi in una confederazione, ma l'anno preciso del concepimento della legge non è ancora ben definito.
Recentemente, ulteriori studi hanno stabilito che la data dell'unificazione delle tribù e della costituzione della confederazione risale a un periodo compreso tra il 1090 e il 1150 d.C. Questi studi sono basati sulla possibilità che la fondazione della confederazione coincida con un'eclissi solare avvenuta proprio in quegli anni.
Secondo molti storici, tra i quali Dr. Donald A. Gringe, la Grande legge di pace è stata d'ispirazione per Benjamin Franklin nello scrivere la costituzione degli Stati Uniti d'America, per via dei molti punti in comune. Nell'ottobre 1988 il Congresso degli Stati Uniti approvò la Concurrent Resolution 331 che riconosceva l'influenza della costituzione irochese sulla costituzione e sul Bill of Rights statunitense.